# Колодяжный, Пётр Семёнович
Пётр Семёнович Колодяжный (1921—2005) — полковник Советской Армии, участник Великой Отечественной войны, Герой Советского Союза (1944).

## Биография
Родился 2 июля 1921 года в деревне Верхняя Зима (ныне — Зиминский район Иркутской области). В 1930 году переехал в Приморский край, а в 1937 году — в Томск. После окончания средней школы работал в экспедиции. 
В апреле 1942 года был призван на службу в Рабоче-крестьянскую Красную Армию. С сентября того же года — на фронтах Великой Отечественной войны. Принимал участие в боях на Воронежском, Степном и 2-м Украинском фронтах. Участвовал в боях под Сталинградом и на Курской дуге. К сентябрю 1943 года старший сержант Пётр Колодяжный командовал отделением 104-го отдельного батальона 5-й инженерно-сапёрной бригады 57-й армии Степного фронта. Отличился во время битвы за Днепр.
26 сентября 1943 года приступил к переправе советских бойцов и командиров на западный берег Днепра в районе села Сошиновка Верхнеднепровского района Днепропетровской области Украинской ССР. Четверо последующих суток оттягивал внимание противника от переправы, принимая на себя вражеский огонь.
Указом Президиума Верховного Совета СССР «О присвоении звания Героя Советского Союза офицерскому, сержантскому и рядовому составу Красной Армии» от 22 февраля 1944 года за «образцовое выполнение боевых заданий командования при форсировании реки Днепр, развитие боевых успехов на правом берегу реки и проявленные при этом отвагу и геройство» был удостоен высокого звания Героя Советского Союза с вручением ордена Ленина и медали «Золотая Звезда» за номером 3223.
После окончания войны был демобилизован. В 1947 году повторно был призван в Советскую Армию. В 1951 году с отличием окончил Военно-инженерную академию. В 1972 году в звании полковника был уволен в запас. Проживал и работал в городе Красногорске Московской области. 
Скончался 15 декабря 2005 года. Похоронен на Пенягинском кладбище.
Был также награждён орденами Отечественной войны 1-й степени и Красной Звезды, рядом медалей.